# Seyyed Beglū
Seyyed Beglū (persiska: سِيِّد بِيگلو, سيد بگلو, Seyyed Beyglū) är en ort i Iran.   Den ligger i provinsen Ardabil, i den nordvästra delen av landet, 500 km nordväst om huvudstaden Teheran. Seyyed Beglū ligger 1 694 meter över havet och antalet invånare är 122.
Terrängen runt Seyyed Beglū är kuperad, och sluttar västerut. Runt Seyyed Beglū är det ganska tätbefolkat, med 56 invånare per kvadratkilometer. Närmaste större samhälle är Qowsheh-ye Bālā, 11,9 km sydväst om Seyyed Beglū. Trakten runt Seyyed Beglū består i huvudsak av gräsmarker.